# Cibadak (Cimanggu)
Cibadak is een bestuurslaag in het regentschap Pandeglang van de provincie Banten, Indonesië. Cibadak telt 2740 inwoners (volkstelling 2010).